# Nicholas Evans (językoznawca)
Nicholas Evans (ur. 1956) – australijsko-amerykański językoznawca, specjalista w dziedzinie języków zagrożonych. Jego zainteresowania badawcze koncentrują się wokół języków australijskich i papuaskich, typologii lingwistycznej, kontaktu językowego i lingwistyki historycznej, semantyki oraz wzajemnych wpływów między językiem a kulturą.
Jego dorobek obejmuje prace poświęcone językom rdzennej ludności Australii, m.in. opisy gramatyczne języków kayardild i bininj gun-wok oraz słowniki języków kayarldid i dalabon. Prowadził także badania terenowe w Papui-Nowej Gwinei.
W roku 2017 podpisał Deklarację o wspólnym języku Chorwatów, Serbów, Boszniaków i Czarnogórców.